# C11H8N2O
化学式C11H8N2O的化合物（摩尔质量：184.19 g/mol）可以指：
- 麦穗宁，CAS号：3878-19-1
- 4-甲氧基亚苄基丙二腈，CAS号：2826-26-8

|  | 这个同类索引页列出了具有相同分子式的化学物（即同分異構體）条目。 除非您是有意链接至本页，否则应将相应条目的内部链接指向正确的条目。 |